# Alcaudete
Alcaudete is een gemeente in de Spaanse provincie Jaén in de regio Andalusië met een oppervlakte van 237 km². In 2001 telde Alcaudete 11.154 inwoners.

## Demografische ontwikkeling
Bron: INE; 1857-2011: volkstellingen